# Zâmbreasca
Zâmbreasca – wieś w Rumunii, w okręgu Teleorman, w gminie Zâmbreasca. W 2011 roku liczyła 1540 mieszkańców.